# جمال سامبسون

جمال سامبسون (بالإنجليزية: Jamal Sampson)‏ لاعب كرة سلة أمريكي محترف، يلعب في صفوف نادي زين الأردني. غاب جمال سامبسون عن مباراة فريقه في بطولة الأندية العربية أمام الرياضي اللبناني؛ وكان ذلك بسبب إصابة في ظهره.

## وصلات خارجية
- جمال سامبسون على موقع إن بي أي (الإنجليزية)
- جمال سامبسون على موقع سبورتس رفرنس (الإنجليزية)
- جمال سامبسون على موقع كرة السلة الأوروبية.كوم (الإنجليزية)
- جمال سامبسون على موقع كلية كرة السلة في سبورتس رفرنس.كوم (الإنجليزية)
- جمال سامبسون على موقع ريلجم (الإنجليزية)
- جمال سامبسون على موقع بروبوليرز (الإنجليزية)
- جمال سامبسون على موقع سبورتس رفرنس (الإنجليزية)

1. ↑  Basketball Reference (بالإنجليزية), QID:Q22235911
2. 1 2  College Basketball at Sports-Reference.com، QID:Q100311335
3. ↑  ريلجم، QID:Q7300810
4. ↑  بطولة الأندية العربية لكرة السلة: الرياضي خسر أمام زين من دون أن يودّع البطولة لبنان الآن، ولوج في 8-7-2010 نسخة محفوظة 20 أبريل 2011 على موقع واي باك مشين.